# Подгорное (Новгородская область)
Подгорное — деревня в Маловишерском муниципальном районе Новгородской области. Входит в состав Веребьинского сельского поселения.

## Население
| 2010 |
| ---- |
| 146  |

## Известные уроженцы, жители
Населённый пункт известен тем, что два лета подряд, в 1911 и 1912 годах, здесь снимали дачу писатели Дмитрий Мережковский и Зинаида Гиппиус. Считается, что здесь Мережковский закончил роман «Александр I» и приступил к написанию романа о декабристах — «14 декабря». Предположительно, это единственное памятное место о семье литераторов, сохранившееся в России.
В Подгорном работал советский врач-психиатр Евгений Бажин.

## Инфраструктура
До 1952 года дом, где жили Мережковский и Гиппиус, был санаторием Кировского завода. Позднее здесь размещалась психиатрическая лечебница.
Психиатрическая лечебница размещается в Подгорном и сегодня — Маловишерский психоневрологический интернат «Оксочи». В поселении строятся новые корпуса интерната, пережившего пожар в 2013 году. Первый корпус был открыт в конце 2013 года. В начале 2015 года введен в строй корпус, построенный на частные деньги, которые предоставил бизнесмен и общественный деятель Вячеслав Кантор.

## Достопримечательности
Дом помещика Малышева, где жили Мережковский и Гиппиус, сильно обветшал, планируется его восстановить. В память о литераторах и их друзьях, приезжавших в Подгорное, с 2011 года здесь проводятся литературные чтения.

## Транспорт
Деревня доступна автотранспортом.